# Teuchern
Teuchern is een gemeente in de Duitse deelstaat Saksen-Anhalt, gelegen in de Landkreis Burgenlandkreis. De stad telt 8.014 inwoners.
In Teuchern is de Reinhard-Keiser-Gedenkstätte gevestigd die voor een groot deel aandacht besteed aan  Reinhard Keiser en daarnaast aan andere mensen die in of bij Teuchern zijn geboren of opgegroeid, te weten Johann Christian Schieferdecker, Johann David Heinichen en Johann Friedrich Fasch.

## Indeling gemeente
| Ortschaft   | Inwoners | Ortsteile                                                      |
| ----------- | -------- | -------------------------------------------------------------- |
| Deuben      | 1.099    | Deuben, Grube Paul II, Naundorf, Tackau, Nödlitz en Wildschütz |
| Gröben      | 693      | Gröben en Kuhndorf                                             |
| Gröbitz     | 495      | Gröbitz                                                        |
| Krauschwitz | 565      | Kistritz, Reußen, Krauschwitz en Krössuln                      |
| Nessa       | 911      | Dippelsdorf, Kössuln, Obernessa, Unternessa en Wernsdorf       |
| Prittitz    | 995      | Plennschütz, Plotha en Prittitz                                |
| Teuchern    | 3.387    | Bonau, Lagnitz, Schelkau1, Schortau, Teuchern                  |
| Trebnitz    | 845      | Oberschwöditz, Trebnitz en Trebnitz-Siedlung                   |

1Tot 31-12-2003 was Schelkau (met de Ortsteilen Bonau, Lagnitz en Schelkau) een zelfstandige gemeente met circa 290 inwoners.

## Geboren
- Reinhard Keiser (1674-1739) componist
- Johann Christian Schieferdecker (1679 - 1732) componist

An der Poststraße · 
Bad Bibra · 
Balgstädt · 
Droyßig · 
Eckartsberga · 
Elsteraue · 
Finne · 
Finneland · 
Freyburg · 
Gleina · 
Goseck · 
Gutenborn · 
Hohenmölsen · 
Kaiserpfalz · 
Karsdorf · 
Kretzschau · 
Lanitz-Hassel-Tal · 
Laucha an der Unstrut · 
Lützen · 
Meineweh · 
Mertendorf · 
Molauer Land · 
Naumburg · 
Nebra · 
Osterfeld · 
Schnaudertal · 
Schönburg · 
Stößen · 
Teuchern · 
Weißenfels · 
Wethau · 
Wetterzeube · 
Zeitz